# آدرس‌دهی باز

تداخل درهم سازی حل شده با بررسی خطی (انداره قدم=۱)

آدرس‌دهی باز یا درهم‌سازی بسته روشی برای حل تصادم در جدول درهم‌سازی است. در این روش با بررسی، یا جستجوی متناوب در میان خانه‌های آرایه تا زمانی که هدف یا یک خانه خالی بیابیم ادامه می‌یابد، رسیدن به خانهٔ خالی در جستجو برای یک کلید به معنای نبود این کلید در جدول می‌باشد. روش‌های شناخته شده برای ترتیب بررسی شامل موارد زیر است:
بررسی خطی
روشی که در آن ترتیب بررسی ثابت و معمولاً با قدم‌های به اندازه ۱ می‌باشد.
اگر بخواهیم تابعی برای آن در نظر بگیریم به شکلی که i نشانگر تعداد دفعات حرکت جستجوگر برای یافتن کلید باشد و (H1(k یک تابع درهم‌ساز باشد و m نشانگر تعداد خانه‌های جدول باشد، درهم‌ساز H را می‌توان به شکل زیر در نظر گرفت :
```
H(k,i)=(H
1
(k)+i) mod m
```

بررسی درجه دوم
روشی که در آن ترتیب بررسی تابعی از درجه دوم می‌باشد، اگر H1(k) , m , i را مانند بررسی خطی تعریف کنیم و a , b دو عدد دلخواه باشند برای بررسی درجه دوم تابعی مانند تابع زیر خواهیم داشت :
```
 H(k,i)=(H
1
(k)+ai
2
+bi) mod m
```

درهم‌سازی مضاعف
حالتی که توالی جستجو برای هر کلید ثابت است اما به وسیله یک درهم‌ساز دیگر محاسبه می‌شود. , اگر H1(k) , m , i را مانند بررسی خطی تعریف کنیم و (h2(k نیز یک تابع درهم‌ساز باشد برای درهم‌سازی مضاعف تابعی مانند تابع زیر خواهیم داشت :
```
 H(k,i)=(H
1
(k)+iH
2
(k)) mod m
```

در بررسی بین این سه روش، بررسی خطی بهترین عملکرد کش را دارد ولی وقوع تصادم در آن معمول‌تر است، درحالی که درهم‌سازی مضاعف عملکرد کش ضعیفی دارد ولی به‌طور تقریبی هیچ تصادمی در آن اتفاق نمی‌افتد و بررسی درجه دوم در ناحیه‌ای بین این دو حالت قرار می‌گیرد. همچنین درهم‌سازی مضاعف به محاسبه بیشتری نسبت به روش‌های دیگر نیاز دارد.
در تعدادی دیگر از روش‌های آدرس‌دهی باز، فرایند کلیدهای موجود در جدول را جابه‌جا کرده و یک خانهٔ خالی برای کلید جدید ایجاد می‌کنند. این روش‌ها حداکثر زمان جستجوی کمتری نسبت به روش‌های بر مبنای بررسی (مانند روش‌های بالا) ارائه می‌دهند.
یک عامل بحرانی در مورد درهم‌سازی‌های با آدرس‌دهی باز ضریب بار (یا عامل بار) است. باید توجه داشت که منظور از ضریب بار، نسبت تعداد خانه‌های پر جدول به تعداد کل خانه‌های جدول می‌باشد. هنگامی که ضریب بار افزایش می‌یابد و به ۱۰۰٪ نزدیک می‌شود، تعداد بررسی‌های مورد نیاز برای پیدا کردن یا درج یک کلید به شکل چشمگیری افزایش می‌یابد. هنگامی که جدول کاملاً پر می‌شود، ممکن است الگوریتم‌های بررسی نتوانند درست کار کنند. حتی با یک تابع درهم‌سازی خوب، معمولاً ضریب بار به ۸۰٪ محدود می‌شود. یک درهم‌ساز ضعیف حتی در حالی که بسیاری از جدول خالی است در نتیجه ضریب بار پایین است با تولید تعداد قابل توجهی تصادم کارایی بسیار پایینی نشان می‌دهد. 

## بررسی ضریب بار در آدرس‌دهی باز
در آدرس‌دهی باز با توجه به اینکه حداکثر به اندازهٔ تعداد خانه‌های جدول عنصر وجود دارد ضریب بار که معمولاً به اختصار آن را با {\displaystyle \alpha } نشان می‌دهند همواره از ۱ کوچکتر است.
همچنین می‌توان ثابت کرد در یک درهم‌سازی یکنواخت با آدرس‌دهی باز تعداد مورد انتظار جستجوی ناموفق برابر با {\displaystyle {\tfrac {1}{1-\alpha }}}  می‌باشد، در حالی که برای جستجوی موفق برابر با  {\displaystyle {\tfrac {1}{\alpha }}ln{\tfrac {1}{1-\alpha }}} است.

## شبه‌کد
شبه‌کد زیر یک پیاده‌سازی مربوط به یک درهم‌سازی با آدرس‌دهی باز و بررسی خطی با قدم‌های به اندازه یک می‌باشد. یک رویکرد مشترک که در توابع در هم‌ساز خوب مؤثر واقع می‌شود این است که هر بک از توابع جستجو(lookup), قراردادن(set)و حذف(remove) از یک تابع به اسم یافتن_خانه(find_slot)استفاده کنند. یافتن_خانه، خانه‌ای را که شامل کلید داده‌شده یا خانه‌ای که در صورت موجود بودن، این کلید در آن قرار می‌گرفت را پیدا می‌کند.
```
 
record
 pair { key, value }
 
var
 
pair array
 slot[0..num_slots-1]
```

```
 
function
 find_slot(key)
     i := hash(key) mod num_slots
     
// search until we either find the key, or find an empty slot.

     
while
 (slot[i] is occupied) and ( slot[i].key ≠ key )
         i = (i + 1) mod num_slots
     
return
 i
```

```
 
function
 lookup(key)
 i := find_slot(key)
 
if
 slot[i] is occupied 
// key is in table

 
return
 slot[i].value
 
else
 
// key is not in table

 
return
 not found
```

```
 
function
 set(key, value)
 i := find_slot(key)
 
if
 slot[i] is occupied 
// we found our key

 slot[i].value = value
 
return

 
if
 the table is almost full
 rebuild the table larger 
(note 1)

 i = find_slot(key)
 slot[i].key   = key
 slot[i].value = value
```

یک مثال دیگر که نشان دهنده روش آدرس‌دهی باز است؛ ارائه کردن تابعی برای تبدیل هریک از (۴) بخش یک آدرس پروتکل اینترنت است. توجه شود که NOT , XOR , OR و AND عملگرهای بیتی هستند و عملگرهای << و >> عملگرهای ''شیفت منطقی'' به راست و چپ می‌باشند.
```
 
// key_1,key_2,key_3,key_4 are following 3-digit numbers - parts of ip address xxx.xxx.xxx.xxx

 
function
 ip(key parts)
 j := 1
 
do

 key := (key_2 << 2)
 key := (key + (key_3 << 7))
 key := key + (j OR key_4 >> 2) * (key_4) * (j + key_1) XOR j
 key := key AND _prime_ 
// _prime_ is a prime number

 j := (j+1)
 
while
 collision
 
return
 key
```

یادداشت ۱
دوباره ساختن یک جدول نیازمند در نظر گرفتن یک آرایه بزرگ و به استفاده متناوب از تابع set است تا تمام عنصرهای آرایه قبلی را به آرایه بزرگتر جدید وارد کنیم. به‌طور معمول اندازه آرایه دارای ''رشد نمایی'' می‌باشد، به‌طور مثال اندازه جدید را دو برابر اندازه آرایه قبلی در نظر می‌گیریم.
```
 
function
 remove(key)
 i := find_slot(key)
 
if
 slot[i] is unoccupied
 return 
// key is not in the table

 j := i
 
loop

 mark slot[i] as unoccupied
 r2: 
(note 2)

 j := (j+1) mod num_slots
 
if
 slot[j] is unoccupied
 
exit loop

 k := hash(slot[j].key) mod num_slots
         // k lies cyclically in]i,j]
         // | i.k.j |
         // |....j i.k.| or |.k..j i...|
 if ((i<=j) ? ((i<k)&&(k<=j)): ((i<k)||(k<=j)))
 goto r2;
 slot[i] := slot[j]
 i := j
```

یادداشت ۲
برای تمام داده‌های مربوط به یک گروه (داده‌هایی مربوط به یک گروه‌اند که توالی ایجاد شده برای آن‌ها به وسیله درهم‌ساز یکسان است), نباید هیچ خانه‌ای به صورت خالی بین خانهٔ نتیجه طبیعی درهم‌سازی و خانه‌ای که هم‌اکنون در آن قرار دارند وجود داشته باشد. (در غیر این صورت قبل از اینکه به آن خانه برسیم روند یافتن آن پایان می‌یابد).
یک روش دیگر برای حذف علامت گذاری آن خانه به عنوان حذف شده‌است. هرچند این روش سرانجام نیازمند دوباره ساختن جدول فقط برای پاک کردن داده‌های پاک شده می‌باشد (توجه شود منظور زمانی است که بخواهیم هیچ خانه‌ای علامت گذاری نشده باشد). این روش انجام بروز رسانی و حذف در پیچیدگی زمانی (O(1 برای داده‌های موجود را ممکن می‌کند، با دوباره ساختن گاه‌به‌گاه جدول در صورتی که تعداد خانه‌های علامت گذاری زیاد باشد.
روش حذف گفته شده در پیچیدگی زمانی (O(1 فقط در بررسی خطی با قدم‌های واحد ممکن است. در حالتی که بخواهیم تعداد زیادی داده را به صورت هم‌زمان حذف کنیم، علامت گذاری خانه‌ها برای حذف شدن و دوباره ساختن جدول می‌تواند کاراتر باشد.